# Prosper Dérivis
Nicolas-Prosper Dérivis (Parigi, 28 ottobre 1808 – Parigi, 11 febbraio 1880) è stato un basso francese.
Aveva una voce ricca e profonda, molto potente. Poteva affrontare impegnativi ruoli drammatici, ma anche difficili passaggi di coloratura. Insieme a Nicolas Levasseur, fu uno dei più grandi bassi francesi della sua generazione.
Era il figlio del basso Henri-Étienne Dérivis. Dal 1829 studiò canto presso il Conservatorio di Parigi con Auguste Nourrit (declamazione lirica) e Felice Pellegrini (canto). Fece il suo debutto professionale all'Opéra di Parigi il 21 settembre 1831, come Pharaon nel Moïse et Pharaon di Gioachino Rossini. Nei dieci anni seguenti continuò la collaborazione con lo stesso teatro, e in particolare fu impegnato nell'esecuzione delle prime assolute di LaTentation di Fromental Halévy (1832), Le serment di Daniel Auber (1832), Ali Baba di Luigi Cherubini (1833), La Juive di Halevy (1835), Gli ugonotti di Giacomo Meyerbeer (1836, come conte di Nevers), Stradella di Louis Niedermeyer (1837), Guido et Ginevra di Halevy (1838, come Duca di Ferrara), Benvenuto Cellini di Hector Berlioz (1838, come Balducci), Les martyrs di Gaetano Donizetti (1840, come Félix), e Le comte de Carmagnola di Ambroise Thomas (1841). A Parigi si esibì con successo anche come Balthazar ne La favorite di Donizetti e come protagonista in Don Giovanni di Mozart e di Guglielmo Tell di Rossini.
Nel 1842-1843 si esibì alla Scala di Milano, in particolare nelle prime assolute di due opere di Giuseppe Verdi: Nabucco del 1842, (in cui creò il ruolo di Zaccaria) e I Lombardi alla prima crociata del 1843 (Pagano/Eremita). Cantò anche nella prima assoluta di Linda di Chamounix nel Theater am Kärntnertor di Vienna nel 1842. Nel 1843-1844 cantò al Teatro Regio di Parma, come Bertram in Robert le diable, il duca di Hamilton ne Il reggente di Saverio Mercadante e Filippo Visconti in Beatrice di Tenda. 
Dal 1845-1848 fu impegnato al Théâtre-Italien di Parigi. Nel 1846-1847 fu attivo al Teatro Regio di Torino dove interpretò, tra l'altro, Alfonso D'Este in Lucrezia Borgia di Donizetti, Enrico Ashton in Lucia di Lammermoor, e Jefte nella prima assoluta di Ester d'Engaddi di Giovanni Pacini (1848). Nel 1847 apparve alla Scala come Dom Juam de Sylva in Dom Sébastien di Donizetti. Fu Zacharie in Le Prophète di Meyerbeer nel 1851. Si esibì nuovamente al Teatro dell'Opera di Parigi nel 1856-1857, in particolare interpretando d'Aminta nella prima assoluta di La rose de Florence di Emanuele Biletta e Ferrando nel Trovatore di Verdi.
Dopo il 1857 le apparizioni teatrali di Dérivis divennero più rare. Si esibì al Teatro Comunale di Bologna nel 1862, come Samuel in Un ballo in maschera, Sparafucile nel Rigoletto di Verdi e Calistene nel Poliuto di Donizetti. Una delle sue ultime prestazioni fu nel ruolo di Elmiro in Otello di Rossini nel 1870 al Teatro alla Scala. Dopo avere diminuito l'attività teatrale insegnò canto al Conservatorio di Parigi.

## Ruoli creati
- Belzébuth ne La tentation di Halévy (20 Giugno 1832, Parigi)
- Thamar in Alì Babà di Cherubini (22 Luglio 1833, Parigi)
- Un araldo ne La Juive di Halévy (23 Febbraio 1835, Parigi)
- Il Conte di Nevers ne Gli ugonotti (Les Huguenots) di Meyerbeer (29 Febbraio 1836, Parigi)
- Il duca di Pesaro in Stradella di Niedermeyer (3 Marzo 1837, Parigi)
- Manfredi in Guido et Ginevra di Halévy (5 Marzo 1838, Parigi)
- Balducci in Benvenuto Cellini di Berlioz (10 Settembre 1838, Parigi)
- Félix in Les Martyrs di Donizetti (10 Aprile 1840, Parigi)
- Zaccaria in Nabucco di Verdi (9 Marzo 1842, Milano)
- Il Prefetto in Linda di Chamounix di Donizetti (19 Maggio 1842, Vienna)
- Pagano ne I Lombardi alla prima crociata di Verdi (11 Febbraio 1843, Milano)
- Jefte in Ester d'Engaddi di Pacini (1 Febbraio 1848, Torino)